# Pompeius Trogus
Gnaeus Pompeius Trogus byl římský historik keltského původu z konce 1. století př. n. l. Je považován za oficiálního historika Augustovy doby.

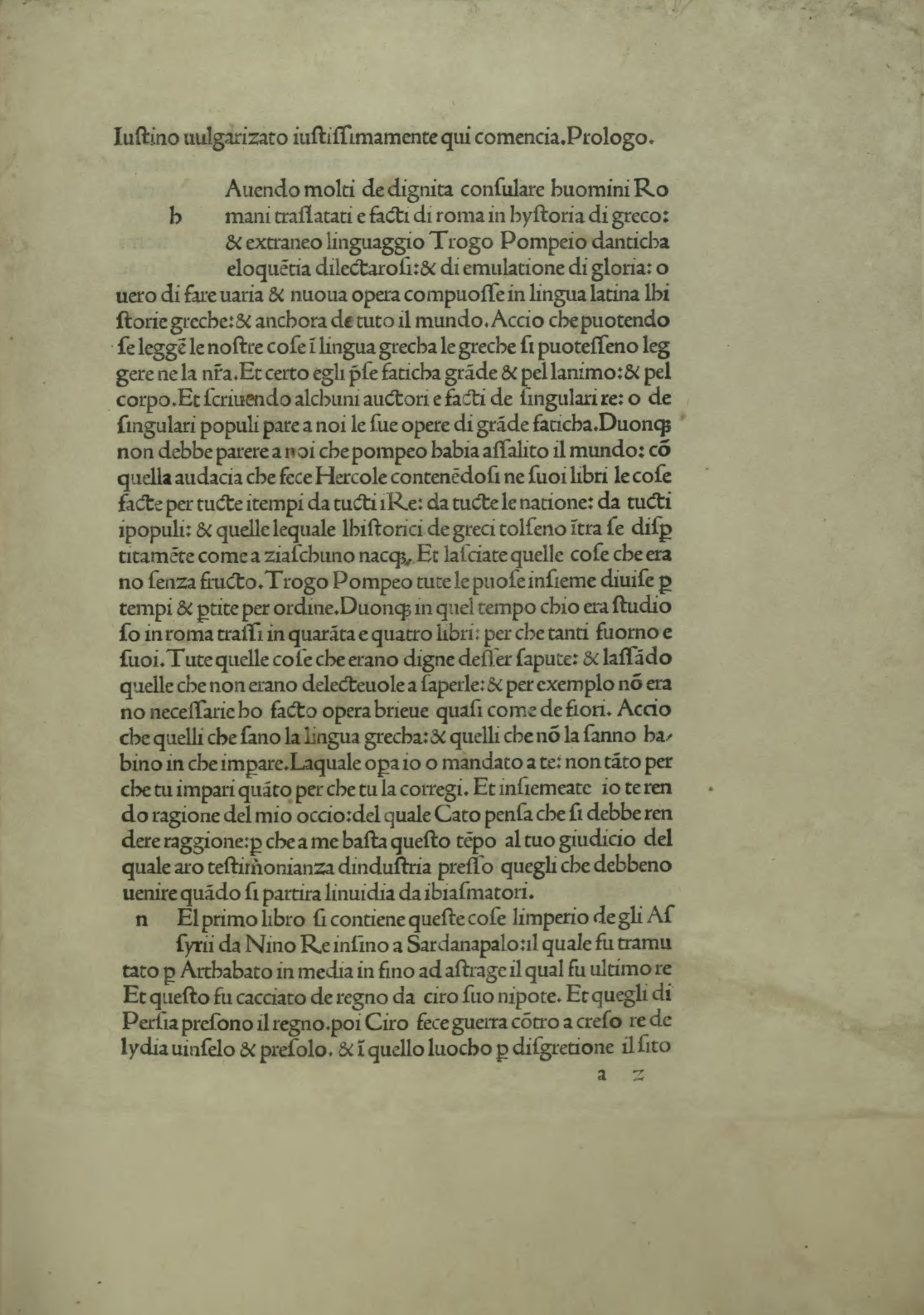
Epitome historiarum Trogi Pompeii

## Život
Gnaeus Pompeius Trogus žil na přelomu 1. století př. n. l. a 1. století n. l. Pocházel z Gallie Narbonensis, z prostředí helenizované aristokracie, která kolaborací s Římany získala římské občanství. Jeho děd bojoval pro Gnaea Pompeia Magna, stal se jeho klientem a získal právo hrdě nosit jeho jméno, otec pak následoval Caesara do Galie. Gnaeus Pompeius Trogus byl současníkem Tita Livia, jeho pojetí dějin však bylo značně odlišné.

## Dílo
- Seznam děl v Souborném katalogu ČR, jejichž autorem nebo tématem je Pompeius Trogus
- Historiae Philippicae et totius mundi et terrae situs, často zkracováno na Historiae Philippicae tj. Filipské dějiny, 44 knih, ze kterých se zachovaly jen prology a výtah Marca Iuniana Iustina ze 3. století (o autorovi tohoto výtahu se neví vůbec nic). Jedná se o první latinsky psané všeobecné dějiny, zabýval se především Středomořím a Středním východem. Nenahlíží na ně však z římského pohledu, ale z pohledu těchto zemí. Název je odvozen od otce Alexandra Velikého (Makedonského), Filipa II. Makedonského. Římské dějiny, mimo doby královské, nejsou popsány. Toto dílo spojuje poznatky z dějepisu a zeměpisu.
- De animalibus, pojednání o přírodních vědách především na základě Aristotela.
- De plantis, pojednání o přírodních vědách především na základě Theofrasta.